# Stand-in (filmterm)
Een stand-in voor films en televisie is een persoon die de acteur vervangt vóór het filmen, voor technische doeleinden zoals belichtingsinstellingen.
Stand-ins zijn nuttig bij het voorbereiden van het eigenlijke filmen. Het opzetten en regelen van de belichting kan een langzaam en moeizaam proces zijn. Met behulp van stand-ins kan de director of photography de belichting van de set laten inregelen terwijl de cameramensen de juiste focussen kunnen bepalen zonder dat de eigenlijke acteur aanwezig is. De regisseur kan de stand-in ook vragen de dialogen en scènes door te nemen om eventuele problemen op te sporen. Op deze manier kan een stand-in de opnamen bespoedigen wat hem of haar een noodzakelijke en waardevolle kracht maakt van een filmcrew.
Stand-ins worden onderscheiden van een body double. Deze laatsten vervangen de acteur in beeld, doorgaans van achteren of tijdens gevaarlijke scènes. Stand-ins komen daarentegen niet in beeld. Het kan echter voorkomen dat iemand zowel stand-in als body-double is. In zeldzame gevallen komt een stand-in wel in beeld, doorgaans als een filmisch grapje. Een voorbeeld hiervan is te zien in de film King Kong.
Stand-ins hoeven niet noodzakelijkerwijs te lijken op de acteur die zij helpen. Zij moeten echter wel dezelfde huidskleur, haarkleur, lengte en postuur hebben om de belichting goed af te kunnen regelen.
Sommige sterren staan er op dat zij altijd dezelfde stand-in hebben. Bekende gevallen zijn Pluma Noisom (stand-in voor Claudette Colbert) en Adam Bryant (Robin Williams).
Stand-ins worden ook gebruikt voor de getekende figuren in een live action-film. De animators weten zo waar ze hun figuren moeten plaatsen en hoe ze realistisch kunnen bewegen. De acteurs kunnen zo weten waar ze moeten kijken. In deze gevallen zijn huid- en haarkleur niet zo belangrijk. Lengte en postuur wel, in verband met interacties tussen levende personen en animatiefiguren.